# Рудзитовка
Рудзитовка — упразднённая деревня в Тяжинском районе Кемеровской области России. На момент упразднения входила в состав Новомарьинского сельского поселения. Исключена из учётных данных в 1974 году.

## География
Деревня располагалась в истоке реки Рудзитовки (приток реки Косуль), на расстоянии приблизительно 13 км по прямой к северу от деревни Новомарьинка.

## История
Основана в 1907 году. По данным на 1926 году посёлок Рудзитовский состоял из 27 хозяйств. В административном отношении входил в состав Попереченского сельсовета Итатского района Ачинского округа Сибирского края.
Решением ОИК № 480 от 4 ноября 1974 года деревня исключена из учётных данных.

## Население
| 1970 |
| ---- |
| 40   |

По переписи 1926 г. в посёлке проживало 147 человек (76 мужчин и 71 женщина), основное население — латгальцы.